# Okugawa Masaya
Masaya Okugawa (sinh ngày 14 tháng 4 năm 1996) là một cầu thủ bóng đá người Nhật Bản. Anh hiện đang thi đấu cho Arminia Bielefeld ở Đức.

## Sự nghiệp câu lạc bộ
Masaya Okugawa đã từng chơi cho Kyoto Sanga FC.